# Donner Schrijfwedstrijd
De Donner Schrijfwedstrijd is een Surinaamse literatuurprijs die is genoemd naar Walther Donner, zelf auteur van veel boeken en geschriften. De wedstrijd wordt jaarlijks georganiseerd door het Don Walther Fonds.
Het initiatief voor de oprichting van Stichting Don Walther Fonds kwam op 11 maart 2015 van Robby Parabirsing (Rappa), Deryck Ferrier en Carlo Jadnanansing. Dit gebeurde tijdens de presentatie van het boek Boete zonder schuld van Donner in de Sociëteit Republiek Suriname (SORES). Donner werd om toestemming gevraagd en hij gaf die, inclusief de toezegging dat hij zelf alle kosten voor zijn rekening wilde nemen. Ook werd afgesproken om een wedstrijd in het leven te roepen om schrijven in Suriname te bevorderen. De schrijfwedstrijd werd in 2018 voor het eerst gehouden. Sinds 2020 wordt de naam in combinatie met de sponsor Self Reliance geschreven.

## Winnaars
- 2018: Willem Goedschalks met Jonah[2]
  - Aanmoedigingsprijzen voor Maggy Schmeitz, Andy Truideman, Eunice Fernand en Kevin Headley[4]
- 2020: Stanley Betterson met Een jager verdween[5]
  - 2e prijs voor Eleonore Simons en 3e prijs voor Lucien Chin A Foeng[5]
- 2023: Hariandi Todirijo met Liliek en de onzichtbare spuiter[6]
  - 2e prijs voor Jerrol Renfrum en 3e prijs voor Ismene Krishnadath[6]